# Haining
Haining (chiń. upr. 海宁; chiń. trad. 海寧; pinyin Hǎiníng) – miasto na prawach powiatu we wschodnich Chinach, w prowincji Zhejiang, w prefekturze miejskiej Jiaxing. W 2000 roku liczyło ok. 666 tys. mieszkańców.